# Araǰin Xowmb 2020-2021
L'Araǰin Xowmb 2020-2021 è stata la 30ª edizione della seconda serie del campionato armeno di calcio. La stagione è iniziata il 14 agosto 2020 ed è terminata il 30 maggio 2021.

## Stagione

### Novità
La stagione 2019-2020 è stata conclusa anzitempo dalla federcalcio armena per delle presunte partite truccate. Le squadre accusate di combine - Aragats, Lokomotiv Erevan, Masis e Torpedo Erevan - sono state estromesse dal calcio armeno. In seguito, la federcalcio ha ammesso in Bardsragujn chumb 2020-2021 il Van Charentsavan.
Ani e Dilijan non si sono iscritte a questa edizione del campionato. Il Noravank, società formatasi nel 2020, ne ha preso parte.
Infine, nessuna formazione è retrocessa dalla Bardsragujn chumb 2019-2020, poiché l'Erevan si è ritirato a stagione ancora in corso e si è successivamente sciolto.

### Formato
Le undici squadre si affrontano tre volte, per un totale di trentatré giornate. La prima classificata, viene promossa in Bardsragujn chumb 2021-2022; la seconda, invece, disputerà uno spareggio promozione retrocessione contro la penultima classificata della Bardsragujn chumb 2020-2021.

### Avvenimenti
Il 27 settembre 2020 a causa degli scontri nel Nagorno-Karabakh che hanno portato all'introduzione della legge marziale nel paese, il campionato è stato temporaneamente sospeso, per riprendere poi il successivo 17 ottobre.
A causa del ritiro di Ganjasar e Lori, la federcalcio armena ha annullato lo spareggio promozione-retrocessione tra la seconda classificata in Araǰin Xowmb e la penultima classificata in Bardsragujn chumb 2020-2021. A seguito di ciò il BKMA Erevan, arrivato secondo in campionato, è stato ammesso in Bardsragujn chumb.
L'Alaškert 2 si è ritirato a stagione in corso e, avendo giocato meno della metà delle partite di campionato, i risultati delle partite giocate sono stati annullati.

## Classifica finale
|  | Pos. | Squadra          | Pt | G  | V  | N | P  | GF | GS | DR  |
|  | ---- | ---------------- | -- | -- | -- | - | -- | -- | -- | --- |
|  | 1.   | Sevan            | 68 | 27 | 22 | 2 | 3  | 75 | 23 | +52 |
|  | 2.   | BKMA Erevan      | 65 | 27 | 21 | 2 | 4  | 84 | 22 | +62 |
|  | 3.   | Noravank         | 50 | 27 | 16 | 2 | 9  | 45 | 31 | +14 |
|  | 4.   | West Armenia     | 50 | 27 | 16 | 2 | 9  | 71 | 36 | +35 |
|  | 5.   | Lernayin Artsakh | 38 | 27 | 12 | 2 | 13 | 37 | 50 | -13 |
|  | 6.   | Urartu 2         | 35 | 27 | 10 | 5 | 12 | 43 | 53 | -10 |
|  | 7.   | Ararat 2         | 32 | 27 | 10 | 2 | 15 | 44 | 56 | -12 |
|  | 8.   | P'yownik 2       | 20 | 27 | 6  | 2 | 19 | 25 | 72 | -47 |
|  | 9.   | Širak 2          | 17 | 27 | 5  | 2 | 20 | 21 | 68 | -47 |
|  | 10.  | Ararat-Armenia 2 | 17 | 27 | 4  | 5 | 18 | 28 | 62 | -34 |
|  | ---  | Alaškert 2       | –  | –  | –  | – | –  | –  | –  | –   |

      Promossa in Bardsragujn chumb 2021-2022
      Esclusa a campionato in corso.
Note:

Tre punti per la vittoria, uno per il pareggio, zero per la sconfitta.
In caso di arrivo di due o più squadre a pari punti, la graduatoria verrà stilata secondo la classifica avulsa tra le squadre interessate.